# Liste des œuvres d'art du Val-de-Marne
Cet article vise à recenser les œuvres d'art dans l'espace public dans le Val-de-Marne, en France.

## Liste
Les œuvres sont classées par ordre alphabétique de communes et, au sein de celles-ci, par ordre chronologique d'installation, dans la mesure des informations disponibles.

### Sculptures
| Œuvre                                         | Auteur                                          | Commune               | Localisation                                                                 | Notes | Installation                                            | Coordonnées                                             | Illustration                                            |
| --------------------------------------------- | ----------------------------------------------- | --------------------- | ---------------------------------------------------------------------------- | --- | ------------------------------------------------------- | ------------------------------------------------------- | ------------------------------------------------------- |
| Buste de l'abbé Pierre                        | Renaudis                                        | Alfortville           | Square Abbé-Pierre                                                           | | 2012                                                    | 48° 48′ 17″ nord, 2° 24′ 59″ est                        | Image manquante                                         |
| L'Aigle noir                                  | Claude Welsch                                   | Alfortville           | Place François-Mitterrand                                                    | | 1974                                                    | 48° 48′ 18″ nord, 2° 25′ 11″ est                        | Image manquante                                         |
| Communication en liberté                      | Giacomo de Pass                                 | Alfortville           | Place François-Mitterrand                                                    | | 1997                                                    | 48° 48′ 19″ nord, 2° 25′ 12″ est                        | Image manquante                                         |
| La Grande Pensée                              | Georges Oudot                                   | Alfortville           | 49 rues Raymond-Jaclard                                                      | | À déterminer                                            | 48° 48′ 15″ nord, 2° 25′ 23″ est                        | Image manquante                                         |
| Jean Jaurès                                   | Barbara Ballester                               | Alfortville           | Place Jean-Jaurès                                                            | | 2014                                                    | 48° 48′ 16″ nord, 2° 25′ 11″ est                        | Jean Jaurès                                             |
| Buste de Martin Luther King, Jr.              | À déterminer                                    | Alfortville           | Allée Martin-Luther-King                                                     | | 2014                                                    | 48° 48′ 17″ nord, 2° 24′ 59″ est                        | Image manquante                                         |
| Méditation                                    | Claude Welsch                                   | Alfortville           | Rue du Parc                                                                  | | À déterminer                                            | 48° 48′ 55″ nord, 2° 24′ 47″ est                        | Image manquante                                         |
| Buste de saint Mesrop                         | Arestakes Nevcheherlian                         | Alfortville           | Place de l'Europe                                                            | | 2015                                                    | 48° 47′ 20″ nord, 2° 25′ 42″ est                        | Image manquante                                         |
| L'Ovation                                     | Louis Leygue                                    | Alfortville           | Collège Léon-Blum (cour d'accueil)                                           | | 1977                                                    | 48° 47′ 38″ nord, 2° 25′ 29″ est                        | Image manquante                                         |
| Totem de lumière                              | Bernard Kohn                                    | Alfortville           | Plage du Phare                                                               | | 1993                                                    | 48° 47′ 16″ nord, 2° 25′ 22″ est                        | Image manquante                                         |
| Monument à Charles de Podenas                 | À déterminer                                    | Bry-sur-Marne         | Rue Podenas                                                                  | | À déterminer                                            | 48° 50′ 03″ nord, 2° 31′ 28″ est                        | Monument à Charles de Podenas                           |
| Monument à Léon Franchetti                    | À déterminer                                    | Bry-sur-Marne         | Rue Léon-Franchetti                                                          | | À déterminer                                            | 48° 50′ 04″ nord, 2° 31′ 30″ est                        | Monument à Léon Franchetti                              |
| Monument à Louis Daguerre                     | À déterminer                                    | Bry-sur-Marne         | Place Daguerre                                                               | | À déterminer                                            | 48° 50′ 03″ nord, 2° 31′ 08″ est                        | Monument à Louis Daguerre                               |
| Le Charmeur de serpents                       | Albert Aublet                                   | Champigny-sur-Marne   | Place de la Résistance                                                       | | 1950                                                    | 48° 48′ 50″ nord, 2° 33′ 28″ est                        | Image manquante                                         |
| Chienne avec ses petits                       | Pierre Louis Rouillard                          | Champigny-sur-Marne   | Rues Proudhon et Karl-Marx                                                   | | À déterminer                                            | 48° 49′ 25″ nord, 2° 30′ 45″ est                        | Chienne avec ses petits                                 |
| Le Troubadour                                 | Jean-François Etcheto                           | Champigny-sur-Marne   | Rue Élisée-Reclus, rue la Côte-d'Or                                          | | À déterminer                                            | 48° 49′ 17″ nord, 2° 30′ 40″ est                        | Le Troubadour                                           |
| Europe                                        | Pierre Margara                                  | Charenton-le-Pont     | Place de l'Europe                                                            | Réplique de la statue inaugurée à Albertville en 1992 | À déterminer                                            | 48° 49′ 32″ nord, 2° 23′ 41″ est                        | Image manquante                                         |
| Buste de Charles de Gaulle                    | Gudmar Olovson (sv)                             | Charenton-le-Pont     | Angle avenue du Général-de-Gaulle / rue du Nouveau-Bercy                     | | 1992                                                    | 48° 49′ 25″ nord, 2° 23′ 48″ est                        | Image manquante                                         |
| Henri IV                                      | À déterminer                                    | Charenton-le-Pont     | Place Arthur-Dussault                                                        | | À déterminer                                            | 48° 49′ 11″ nord, 2° 24′ 57″ est                        | Henri IV                                                |
| Lions de Bercy                                | À déterminer                                    | Charenton-le-Pont     | Quai de Bercy                                                                | | À déterminer                                            | 48° 49′ 22″ nord, 2° 23′ 49″ est                        | Image manquante                                         |
| Sans titre                                    | Louis Toffoli                                   | Charenton-le-Pont     | École des Quatre-Vents                                                       | Mosaïque | À déterminer                                            | à géolocaliser                                          | Image manquante                                         |
| Les Tonneliers                                | Louis Toffoli                                   | Charenton-le-Pont     | Quai des Carrières                                                           | Mosaïque | À déterminer                                            | 48° 49′ 10″ nord, 2° 24′ 28″ est                        | Image manquante                                         |
| Empreinte de pneu S155                        | Peter Stämpfli                                  | Chevilly-Larue        | À déterminer                                                                 | | 1986                                                    | 48° 46′ 06″ nord, 2° 21′ 22″ est                        | Image manquante                                         |
| À la Paix                                     | David Erevantzi                                 | Choisy-le-Roi         | Parc de la Mairie                                                            | | 2004                                                    | 48° 45′ 48″ nord, 2° 24′ 30″ est                        | À la Paix                                               |
| Les Bienvenus                                 | Louise Bourgeois                                | Choisy-le-Roi         | Parc de la Mairie                                                            | | 1996                                                    | 48° 45′ 45″ nord, 2° 24′ 32″ est                        | Image manquante                                         |
| Chien hurlant à la lune                       | Jacques Froment-Meurice                         | Choisy-le-Roi         | Parc de la Mairie                                                            | | 1902                                                    | 48° 45′ 47″ nord, 2° 24′ 35″ est                        | Image manquante                                         |
| Éléphants attaqués par un tigre               | Georges Gardet                                  | Choisy-le-Roi         | Parc Maurice-Thorez                                                          | La statue a été fondue en 1931 pour l'exposition coloniale internationale. Acquise en 1932 par l'État, elle est prêtée depuis 1952 à la ville de Choisy-le-Roi. Installée dans le parc Maurice Thorez, elle a été déplacée en 2019 pour prendre son emplacement actuel à la suite d'une restauration. | 1931                                                    | 48° 45′ 56″ nord, 2° 24′ 14″ est                        | Éléphants attaqués par un tigre                         |
| Ève                                           | Victorien Bastet                                | Choisy-le-Roi         | Parc de la Mairie                                                            | | 1903                                                    | 48° 45′ 47″ nord, 2° 24′ 35″ est                        | Ève                                                     |
| La Fortune                                    | Laure Coutan                                    | Choisy-le-Roi         | Parc de la Mairie                                                            | | 1903                                                    | 48° 45′ 46″ nord, 2° 24′ 32″ est                        | La Fortune                                              |
| La Guerre                                     | André d'Houdain                                 | Choisy-le-Roi         | Stade Jean-Bouin                                                             | | 1893                                                    | 48° 46′ 01″ nord, 2° 25′ 27″ est                        | La Guerre                                               |
| Narcisse                                      | Charles Malric                                  | Choisy-le-Roi         | Parc de la Mairie                                                            | | À déterminer                                            | 48° 45′ 48″ nord, 2° 24′ 35″ est                        | Narcisse                                                |
| Potier à son tour                             | Jean Hugues                                     | Choisy-le-Roi         | Parc de la Mairie                                                            | | 1897                                                    | 48° 45′ 48″ nord, 2° 24′ 33″ est                        | Potier à son tour                                       |
| Repos du faune                                | Jean-Victor Badin                               | Choisy-le-Roi         | Parc de la Mairie                                                            | | 1904                                                    | à géolocaliser                                          | Image manquante                                         |
| Rouget de Lisle                               | Léopold Steiner                                 | Choisy-le-Roi         | Avenues Léon-Gourdault et Jean-Jaurès                                        | | À déterminer                                            | 48° 45′ 51″ nord, 2° 24′ 21″ est                        | Rouget de Lisle                                         |
| Silence                                       | Naoum Aronson                                   | Choisy-le-Roi         | Parc de la Mairie                                                            | | À déterminer                                            | 48° 45′ 49″ nord, 2° 24′ 36″ est                        | Silence                                                 |
| Le Vietnam et la Paix                         | ateliers de l'école d’arts plastiques de Choisy | Choisy-le-Roi         | Rue Anatole-France                                                           | Mosaïque | 2013                                                    | 48° 45′ 50″ nord, 2° 24′ 36″ est                        | Image manquante                                         |
| Le Vietnam et la Paix                         | ateliers de l'école d’arts plastiques de Choisy | Choisy-le-Roi         | 37 rue Émile-Zola                                                            | Mosaïque | 2013                                                    | 48° 46′ 00″ nord, 2° 24′ 25″ est                        | Image manquante                                         |
| Le Vietnam et la Paix                         | ateliers de l'école d’arts plastiques de Choisy | Choisy-le-Roi         | 44 rue du Docteur-Roux                                                       | Mosaïque | 2013                                                    | 48° 46′ 16″ nord, 2° 24′ 10″ est                        | Image manquante                                         |
| Dalle                                         | Maurizio Vitale                                 | Créteil               | Place Salvador-Allende                                                       | | 1974                                                    | 48° 46′ 40″ nord, 2° 27′ 14″ est                        | Image manquante                                         |
| Décoration murale                             | Cécile Balayn                                   | Créteil               | Allée du Commerce                                                            | | 1984                                                    | 48° 46′ 41″ nord, 2° 28′ 16″ est                        | Image manquante                                         |
| La Femme assise                               | Marthe Baumel-Schwenck                          | Créteil               | Rue Juliette-Savar, rue René-Arcos                                           | | À déterminer                                            | 48° 46′ 40″ nord, 2° 28′ 00″ est                        | La Femme assise                                         |
| François Mitterrand                           | Jean-Léonard Stoskopf                           | Créteil               | Avenue François-Mitterrand                                                   | | 1997                                                    | 48° 46′ 11″ nord, 2° 27′ 48″ est                        | Image manquante                                         |
| Fresque marine en faïence                     | Hervé Mathieu-Bachelot                          | Créteil               | Mail des Mèches (passage d'accès à la station Créteil-Université)            | | À déterminer                                            | 48° 47′ 23″ nord, 2° 27′ 03″ est                        | Image manquante                                         |
| Grande Girouette au vent                      | José Subirà-Puig                                | Créteil               | Lycée technique Léon-Blum                                                    | | 1980                                                    | à géolocaliser                                          | Image manquante                                         |
| Hommage à Laurent Fignon                      | Médée                                           | Créteil               | Rond-point Jean-Moulin (devant la maison des associations)                   | | À déterminer                                            | 48° 47′ 05″ nord, 2° 27′ 07″ est                        | Image manquante                                         |
| Buste de Jean-Pierre Monfray                  | Bailly                                          | Créteil               | À déterminer                                                                 | | 1876                                                    | à géolocaliser                                          | Image manquante                                         |
| Buste de Jules-Marie Ladreit de Lacharrière   | Jean Cardot                                     | Créteil               | Rue du Général-Leclerc, avenue Brossolette                                   | En remplacement du bronze fondu en 1942 | À déterminer                                            | 48° 47′ 22″ nord, 2° 27′ 58″ est                        | Image manquante                                         |
| Monument à Jules-Marie Ladreit de Lacharrière | Georges Guyon, Paul Fournier                    | Créteil               | Rue du Général-Leclerc, avenue Pierre-Brossolette                            | Fondu en 1942, remplacé en 2010 | À déterminer                                            | 48° 47′ 22″ nord, 2° 27′ 58″ est                        | Image manquante                                         |
| Monument à Victor-Hugo                        | Albert Féraud                                   | Créteil               | Jardins de la préfecture                                                     | | 1985                                                    | à géolocaliser                                          | Image manquante                                         |
| Mosaïques                                     | À déterminer                                    | Créteil               | Place des Bouleaux                                                           | | 1985                                                    | à géolocaliser                                          | Image manquante                                         |
| Mur de la Liberté                             | Jean Cardot                                     | Créteil               | Place Salvador-Allende                                                       | | 1978                                                    | 48° 46′ 41″ nord, 2° 27′ 15″ est                        | Image manquante                                         |
| Peinture murale                               | Hervé Mathieu-Bachelot                          | Créteil               | Passerelle des Italiens                                                      | | 1988                                                    | 48° 46′ 40″ nord, 2° 27′ 51″ est                        | Image manquante                                         |
| Buste de Philippe Leclerc de Hauteclocque     | Marie-Joseph Cotelle-Clère                      | Créteil               | À déterminer                                                                 | | 1948                                                    | à géolocaliser                                          | Image manquante                                         |
| Sculpture                                     | Philolaos                                       | Créteil               | École Alain-Gerbault                                                         | | 1975                                                    | à géolocaliser                                          | Image manquante                                         |
| Signal de l'Ormetteau                         | Cécile Balayn                                   | Créteil               | angle rue Roland-Oudot et avenue du Général-Billotte, Immeuble (pignon nord) | Bas-relief en grès émaillé et terre cuite | À déterminer                                            | 48° 46′ 32″ nord, 2° 27′ 19″ est                        | Image manquante                                         |
| La Tour                                       | Piotr Kowalski                                  | Créteil               | Maison des syndicats (grand hall)                                            | | À déterminer                                            | 48° 47′ 02″ nord, 2° 27′ 27″ est                        | Image manquante                                         |
| Les Abeilles                                  | Maurice Cardon                                  | Fontenay-sous-Bois    | Crèche des Larris                                                            | | À déterminer                                            | 48° 51′ 23″ nord, 2° 28′ 36″ est                        | Image manquante                                         |
| Amitié entre les peuples                      | Jean Zorko                                      | Fontenay-sous-Bois    | Place de l'Amitié-entre-les-Peuples                                          | | 1982                                                    | 48° 51′ 09″ nord, 2° 28′ 53″ est                        | Image manquante                                         |
| Arbre strié                                   | Roland Cognet                                   | Fontenay-sous-Bois    | Parc de l'Hôtel-de-Ville                                                     | | 2002                                                    | 48° 50′ 54″ nord, 2° 28′ 24″ est                        | Image manquante                                         |
| Automne                                       | Maurice Cardon                                  | Fontenay-sous-Bois    | Avenue du Maréchal-Joffre                                                    | | 1974                                                    | 48° 51′ 14″ nord, 2° 28′ 25″ est                        | Image manquante                                         |
| La Béance suspendue                           | Denis Monfleur                                  | Fontenay-sous-Bois    | Place Moreau-David                                                           | | 1994                                                    | 48° 50′ 37″ nord, 2° 27′ 55″ est                        | Image manquante                                         |
| Cercandosi                                    | Guglielmo Vecchietti-Massacci                   | Fontenay-sous-Bois    | Parc de l'Hôtel-de-Ville                                                     | | 1980                                                    | 48° 50′ 54″ nord, 2° 28′ 27″ est                        | Image manquante                                         |
| Couple                                        | Polska                                          | Fontenay-sous-Bois    | Parc de l'Hôtel-de-Ville                                                     | | 1981                                                    | 48° 50′ 55″ nord, 2° 28′ 24″ est                        | Couple                                                  |
| D'abord continuer, ensuite commencer          | Anne-Marie Latremolière                         | Fontenay-sous-Bois    | Parc de l'Hôtel-de-Ville                                                     | | 2003                                                    | 48° 50′ 57″ nord, 2° 28′ 26″ est                        | Image manquante                                         |
| Fables de La Fontaine                         | Maurice Saulo                                   | Fontenay-sous-Bois    | École Michelet                                                               | | 1929                                                    | 48° 51′ 09″ nord, 2° 28′ 23″ est                        | Fables de La Fontaine                                   |
| Grand Coq                                     | Maurice Cardon                                  | Fontenay-sous-Bois    | Crèche des Grands-Chemins                                                    | | 1975                                                    | 48° 50′ 59″ nord, 2° 29′ 12″ est                        | Image manquante                                         |
| Héloïse ou… la Fille des Trois-Rivières       | Maurice Cardon                                  | Fontenay-sous-Bois    | Parc de l'Hôtel-de-Ville                                                     | | 1992                                                    | 48° 50′ 56″ nord, 2° 28′ 29″ est                        | Image manquante                                         |
| Hommage à Jacques Brel                        | Maurice Cardon                                  | Fontenay-sous-Bois    | Salle Jacques-Brel                                                           | | 1991                                                    | 48° 50′ 57″ nord, 2° 28′ 39″ est                        | Image manquante                                         |
| Hommage à Matisse                             | Maurice Cardon                                  | Fontenay-sous-Bois    | Crèche des Moulins                                                           | | 1983                                                    | 48° 51′ 13″ nord, 2° 28′ 07″ est                        | Image manquante                                         |
| Hymne à la vie                                | Maurice Cardon                                  | Fontenay-sous-Bois    | Parc de l'Hôtel-de-Ville                                                     | | 1976                                                    | 48° 50′ 54″ nord, 2° 28′ 27″ est                        | Hymne à la vie                                          |
| Je suis… J'avance                             | Made                                            | Fontenay-sous-Bois    | Parc de l'Hôtel-de-Ville                                                     | | 2003                                                    | 48° 50′ 57″ nord, 2° 28′ 25″ est                        | Image manquante                                         |
| Jeux d'enfants                                | René Andrei                                     | Fontenay-sous-Bois    | École Pasteur                                                                | | 1961                                                    | 48° 50′ 49″ nord, 2° 27′ 51″ est                        | Image manquante                                         |
| Liberté                                       | Marino di Teana                                 | Fontenay-sous-Bois    | Place du Général-de-Gaulle                                                   | | 1990                                                    | 48° 51′ 09″ nord, 2° 29′ 09″ est                        | Image manquante                                         |
| Minotaure                                     | Annie Bleu                                      | Fontenay-sous-Bois    | Avenue Pablo-Picasso                                                         | | 1975                                                    | 48° 51′ 20″ nord, 2° 29′ 12″ est                        | Image manquante                                         |
| Nous sommes demain, hier est passé            | Olivier Darne                                   | Fontenay-sous-Bois    | Parc de l'Hôtel-de-Ville                                                     | | 2003                                                    | 48° 50′ 57″ nord, 2° 28′ 25″ est                        | Image manquante                                         |
| Panneau structure changeante                  | Yvaral                                          | Fontenay-sous-Bois    | Hôtel de ville                                                               | | 1973                                                    | 48° 50′ 56″ nord, 2° 28′ 29″ est                        | Image manquante                                         |
| Signal                                        | Albert Féraud                                   | Fontenay-sous-Bois    | Sentier du Bois-de-l'Aulnay                                                  | | 1993                                                    | 48° 51′ 17″ nord, 2° 29′ 15″ est                        | Image manquante                                         |
| La Vénus de Fontenay                          | Denis Monfleur                                  | Fontenay-sous-Bois    | Maison du citoyen et de la vie associative                                   | | 1986                                                    | 48° 50′ 47″ nord, 2° 28′ 30″ est                        | Image manquante                                         |
|                                               |                                                 | Ivry-sur-Seine        | Voir la liste d'œuvres d'art public à Ivry-sur-Seine                         | Voir la liste d'œuvres d'art public à Ivry-sur-Seine | Voir la liste d'œuvres d'art public à Ivry-sur-Seine    | Voir la liste d'œuvres d'art public à Ivry-sur-Seine    | Voir la liste d'œuvres d'art public à Ivry-sur-Seine    |
| Claude Bourgelat                              | À déterminer                                    | Maisons-Alfort        | École nationale vétérinaire d'Alfort                                         | | À déterminer                                            | 48° 48′ 52″ nord, 2° 25′ 19″ est                        | Claude Bourgelat                                        |
| Henri Bouley                                  | Henri Allouard                                  | Maisons-Alfort        | École nationale vétérinaire d'Alfort                                         | | 1889                                                    | 48° 48′ 53″ nord, 2° 25′ 20″ est                        | Henri Bouley                                            |
| Monument à Edmond Nocard                      | Alfred Boucher                                  | Maisons-Alfort        | École nationale vétérinaire d'Alfort                                         | | 1906                                                    | 48° 48′ 53″ nord, 2° 25′ 20″ est                        | Monument à Edmond Nocard                                |
| Les Bois de l'incertitude                     | Nathalie Talec                                  | Mandres-les-Roses     | Collège Simone-Veil                                                          | | 2009                                                    | 48° 42′ 18″ nord, 2° 32′ 45″ est                        | Image manquante                                         |
| Carla Bruni                                   | Élisabeth Cibot                                 | Nogent-sur-Marne      | Impasse du Luxembourg                                                        | | À déterminer                                            | 48° 50′ 13″ nord, 2° 29′ 06″ est                        | Image manquante                                         |
| Buste de Charles de Gaulle                    | Gudmar Olovson                                  | Nogent-sur-Marne      | À déterminer                                                                 | | À déterminer                                            | 48° 50′ 20″ nord, 2° 29′ 28″ est                        | Buste de Charles de Gaulle                              |
| Buste de Moustapha Chokaï                     | À déterminer                                    | Nogent-sur-Marne      | Square de la Fontaine                                                        | | 2010                                                    | 48° 50′ 10″ nord, 2° 29′ 02″ est                        | Image manquante                                         |
| Miroirs de vent                               | Claude Courtecuisse                             | Orly                  | Square Saint-Exupéry                                                         | | 1986                                                    | 48° 44′ 50″ nord, 2° 24′ 50″ est                        | Image manquante                                         |
| Oiseau-Pylône                                 | Olivier Agid                                    | Orly                  | Place Marcel-Cachin                                                          | | 1986                                                    | 48° 44′ 50″ nord, 2° 24′ 40″ est                        | Image manquante                                         |
| Édouard Mortier                               | Claude-André Deseine et Charles-René Laitié     | Le Plessis-Trévise    | Parc de l'hôtel de ville                                                     | | 1963                                                    | à géolocaliser                                          | Image manquante                                         |
| Armand Carrel                                 | Pierre-Jean David d'Angers                      | Saint-Mandé           | Cimetière nord                                                               | | À déterminer                                            | 48° 50′ 55″ nord, 2° 25′ 07″ est                        | Armand Carrel                                           |
|                                               |                                                 | Saint-Maur-des-Fossés | Voir la liste des œuvres d'art de Saint-Maur-des-Fossés                      | Voir la liste des œuvres d'art de Saint-Maur-des-Fossés | Voir la liste des œuvres d'art de Saint-Maur-des-Fossés | Voir la liste des œuvres d'art de Saint-Maur-des-Fossés | Voir la liste des œuvres d'art de Saint-Maur-des-Fossés |
| Monument à Eugène Delacroix                   | Jules Dalou                                     | Saint-Maurice         | Square du Val-d'Osne                                                         | | 1898                                                    | 48° 49′ 25″ nord, 2° 25′ 24″ est                        | Monument à Eugène Delacroix                             |
| Jean-Étienne Esquirol                         | À déterminer                                    | Saint-Maurice         | Hôpital Esquirol                                                             | | À déterminer                                            | 48° 49′ 09″ nord, 2° 25′ 47″ est                        | Jean-Étienne Esquirol                                   |
| Femme ailée au crocodile                      | Jacques Froment-Meurice                         | Thiais                | Place du Général-Leclerc                                                     | | À déterminer                                            | 48° 45′ 57″ nord, 2° 23′ 34″ est                        | Femme ailée au crocodile                                |
| La Zingara                                    | Auguste Clésinger                               | Villeneuve-le-Roi     | Avenue Leblanc-Barbedienne                                                   | | 1858                                                    | 48° 44′ 02″ nord, 2° 24′ 32″ est                        | La Zingara                                              |
| Le Cygne blanc                                | Henri-Georges Adam                              | Vincennes             | Cité scolaire Hector-Berlioz                                                 | | 1962                                                    | 48° 50′ 45″ nord, 2° 25′ 38″ est                        | Image manquante                                         |
| Buste de Charles V                            | À déterminer                                    | Vincennes             | Allée Charles V                                                              | | À déterminer                                            | 48° 50′ 44″ nord, 2° 26′ 16″ est                        | Buste de Charles V                                      |
| Buste de Pierre                               | À déterminer                                    | Vincennes             | Avenue du Château                                                            | | À déterminer                                            | 48° 50′ 58″ nord, 2° 26′ 14″ est                        | Buste de Pierre Daumesnil                               |
| Monument aux frères Hautière                  | À déterminer                                    | Vincennes             | Rue du Midi                                                                  | | À déterminer                                            | 48° 50′ 50″ nord, 2° 26′ 20″ est                        | Monument aux frères Hautière                            |
| Monument au maréchal de Lattre de Tassigny    | À déterminer                                    | Vincennes             | À déterminer                                                                 | | À déterminer                                            | 48° 50′ 53″ nord, 2° 26′ 44″ est                        | Monument au maréchal de Lattre de Tassigny              |
| Pierre Daumesnil                              | Louis Rochet                                    | Vincennes             | Cours Marigny                                                                | | 1873                                                    | 48° 50′ 48″ nord, 2° 26′ 23″ est                        | Pierre Daumesnil                                        |
| Saint Louis                                   | A. Mony                                         | Vincennes             | Château de Vincennes                                                         | | 1971                                                    | 48° 50′ 41″ nord, 2° 26′ 05″ est                        | Saint Louis                                             |
| Sans titre                                    | Valérie de Calignon                             | Vincennes             | Château de Vincennes                                                         | | 1990                                                    | à géolocaliser                                          | Image manquante                                         |
|                                               |                                                 | Vitry-sur-Seine       | Voir la liste des œuvres d'art de Vitry-sur-Seine                            | Voir la liste des œuvres d'art de Vitry-sur-Seine | Voir la liste des œuvres d'art de Vitry-sur-Seine       | Voir la liste des œuvres d'art de Vitry-sur-Seine       | Voir la liste des œuvres d'art de Vitry-sur-Seine       |

### Fontaines
| Œuvre                 | Auteur                  | Commune            | Localisation              | Notes    | Installation | Coordonnées                      | Illustration          |
| --------------------- | ----------------------- | ------------------ | ------------------------- | -------- | ------------ | -------------------------------- | --------------------- |
| Fontaine              | À déterminer            | Alfortville        | Place Salvador-Allende    |          | À déterminer | 48° 48′ 18″ nord, 2° 24′ 54″ est | Image manquante       |
| Fontaine              | À déterminer            | Cachan             | Foyer de Cachan           |          | À déterminer | 48° 47′ 36″ nord, 2° 19′ 34″ est | Fontaine              |
| Fontaine couverte     | À déterminer            | Cachan             | Rue Gallieni              |          | À déterminer | 48° 47′ 42″ nord, 2° 20′ 00″ est | Fontaine couverte     |
| Fontaine Wallace      | Charles-Auguste Lebourg | Charenton-le-Pont  | Place Henri IV            |          | À déterminer | 48° 49′ 17″ nord, 2° 25′ 02″ est | Fontaine Wallace      |
| Les Anim'O            | Wadé                    | Choisy-le-Roi      | Square Auguste-Franchot   |          | 2001         | 48° 46′ 01″ nord, 2° 24′ 27″ est | Image manquante       |
| Fontaine              | Sylvie Abélanet         | Créteil            | Place Henry-Dunant        |          | 1987         | 48° 47′ 31″ nord, 2° 27′ 51″ est | Image manquante       |
| Fontaine-sculpture    | Jean-Léonard Stoskopf   | Créteil            | Place du Clos-des-Vergers |          | 1983         | 48° 46′ 17″ nord, 2° 28′ 10″ est | Image manquante       |
| Fontaine des Rosettes | À déterminer            | Fontenay-sous-Bois | Place des Rosettes        |          | XIXe siècle  | 48° 50′ 50″ nord, 2° 28′ 07″ est | Fontaine des Rosettes |
| Fontaine              | Marc Charpin            | Ivry-sur-Seine     | 6 rue Raspail             |          | 1975         | 48° 48′ 42″ nord, 2° 23′ 13″ est | Image manquante       |
| Fontaine Wallace      | Charles-Auguste Lebourg | Ivry-sur-Seine     | Square Jules-Coutant      |          | À déterminer | 48° 48′ 46″ nord, 2° 23′ 17″ est | Fontaine Wallace      |
| La Muraille           | Jean Amado              | Ivry-sur-Seine     | Place de la République    | Fontaine | 1986         | 48° 48′ 40″ nord, 2° 23′ 02″ est | Image manquante       |
| Fontaine Wallace      | Charles-Auguste Lebourg | Orly               | Place du Général Leclerc  |          | À déterminer | 48° 44′ 34″ nord, 2° 23′ 47″ est | Fontaine Wallace      |
| Fontaine Wallace      | Charles-Auguste Lebourg | Nogent-sur-Marne   | Square de la Francophonie |          | À déterminer | 48° 49′ 59″ nord, 2° 28′ 28″ est | Fontaine Wallace      |

### Monuments aux morts
| Œuvre                                                              | Auteur                | Commune                  | Localisation                                               | Notes     | Installation | Coordonnées                      | Illustration                                                                 |
| ------------------------------------------------------------------ | --------------------- | ------------------------ | ---------------------------------------------------------- | --------- | ------------ | -------------------------------- | ---------------------------------------------------------------------------- |
| Monument aux morts                                                 | À déterminer          | Ablon-sur-Seine          | Square du Challoy                                          |           | À déterminer | 48° 43′ 38″ nord, 2° 25′ 06″ est | Monument aux morts, Ablon-sur-Seine                                          |
| Monument aux morts                                                 | À déterminer          | Alfortville              | Square de la Mairie                                        |           | À déterminer | 48° 48′ 20″ nord, 2° 25′ 12″ est | Monument aux morts, Alfortville                                              |
| Monument aux morts                                                 | À déterminer          | Arcueil                  | Place de la République                                     |           | À déterminer | 48° 48′ 07″ nord, 2° 19′ 55″ est | Monument aux morts, Arcueil                                                  |
| Monument aux morts du cimetière                                    | À déterminer          | Boissy-Saint-Léger       | Cimetière                                                  |           | À déterminer | 48° 44′ 58″ nord, 2° 31′ 00″ est | Monument aux morts du cimetière                                              |
| Monument aux morts de la Première Guerre mondiale                  | À déterminer          | Boissy-Saint-Léger       | Square du Maréchal-Berthier                                |           | À déterminer | 48° 44′ 45″ nord, 2° 30′ 47″ est | Monument aux morts de la Première Guerre mondiale, Boissy-Saint-Léger        |
| Monument aux morts de la Seconde Guerre mondiale                   | À déterminer          | Boissy-Saint-Léger       | Square du Maréchal-Berthier                                |           | À déterminer | 48° 44′ 46″ nord, 2° 30′ 47″ est | Monument aux morts de la Seconde Guerre mondiale, Boissy-Saint-Léger         |
| Monument aux morts                                                 | À déterminer          | Bonneuil-sur-Marne       | Voie Paul Éluard                                           |           | À déterminer | 48° 46′ 11″ nord, 2° 29′ 03″ est | Monument aux morts, Bonneuil-sur-Marne                                       |
| Monument aux morts de la guerre de 1870                            | À déterminer          | Bonneuil-sur-Marne       | Cimetière                                                  |           | À déterminer | 48° 46′ 09″ nord, 2° 29′ 04″ est | Monument aux morts de la guerre de 1870, Bonneuil-sur-Marne                  |
| Monument aux morts de la Première Guerre mondiale                  | À déterminer          | Bry-sur-Marne            | À déterminer                                               |           | À déterminer | 48° 50′ 06″ nord, 2° 31′ 13″ est | Monument aux morts de la Première Guerre mondiale, Bry-sur-Marne             |
| Monument aux F.F.I. de Cachan                                      | À déterminer          | Cachan                   | Rue de la Division-Leclerc, avenue Vatier                  |           | À déterminer | 48° 47′ 18″ nord, 2° 19′ 50″ est | Monument aux F.F.I. de Cachan                                                |
| Monument aux morts                                                 | À déterminer          | Cachan                   | À déterminer                                               |           | À déterminer | 48° 47′ 39″ nord, 2° 20′ 00″ est | Image manquante                                                              |
| Monument de la crypte de Champigny                                 | À déterminer          | Champigny-sur-Marne      | 32 rue du Monument                                         |           | À déterminer | 48° 48′ 41″ nord, 2° 31′ 22″ est | Monument de la crypte de Champigny                                           |
| Monument aux morts                                                 | À déterminer          | Champigny-sur-Marne      | Place Jean-Baptiste-Clément                                |           | À déterminer | 48° 49′ 03″ nord, 2° 29′ 49″ est | Monument aux morts, Champigny-sur-Marne                                      |
| Monument aux morts du cimetière                                    | À déterminer          | Champigny-sur-Marne      | Cimetière                                                  |           | À déterminer | 48° 49′ 03″ nord, 2° 30′ 12″ est | Monument aux morts du cimetière, Champigny-sur-Marne                         |
| Monument aux morts de la guerre de 1870                            | À déterminer          | Champigny-sur-Marne      | Rue Guy-Moquet                                             |           | À déterminer | 48° 49′ 03″ nord, 2° 30′ 49″ est | Monument aux morts de la guerre de 1870, Champigny-sur-Marne                 |
| Monument des Wurtembergeois                                        | À déterminer          | Champigny-sur-Marne      | Rue de Dunkerque                                           | 48.80958  | À déterminer | à géolocaliser                   | Monument des Wurtembergeois                                                  |
| Monument au génocide arménien                                      | À déterminer          | Charenton-le-Pont        | Rue Paul-Éluard                                            | Khatchkar | À déterminer | 48° 49′ 12″ nord, 2° 24′ 32″ est | Monument au génocide arménien, Charenton-le-Pont                             |
| Monument aux morts                                                 | Émile Peynot          | Charenton-le-Pont        | Place de l'Église                                          |           | À déterminer | 48° 49′ 17″ nord, 2° 24′ 52″ est | Monument aux morts, Charenton-le-Pont                                        |
| Monument aux morts                                                 | À déterminer          | Chennevières-sur-Marne   | Cimetière                                                  |           | À déterminer | 48° 47′ 40″ nord, 2° 32′ 02″ est | Monument aux morts, Chennevières-sur-Marne                                   |
| Monument aux morts                                                 | À déterminer          | Chevilly-Larue           | Cimetière                                                  |           | À déterminer | 48° 46′ 17″ nord, 2° 21′ 15″ est | Image manquante                                                              |
| Monument aux morts                                                 | À déterminer          | Chevilly-Larue           | Place de l'Église                                          |           | À déterminer | 48° 46′ 17″ nord, 2° 21′ 15″ est | Monument aux morts, Chevilly-Larue                                           |
| Monument à la Résistance                                           | À déterminer          | Chevilly-Larue           | Avenue de Stalingrad, avenue Franklin-Roosevelt            |           | À déterminer | 48° 46′ 07″ nord, 2° 22′ 03″ est | Monument à la Résistance, Chevilly-Larue                                     |
| Hommage à l'escadrille Normandie-Niémen                            | Ilia Kabakov          | Choisy-le-Roi            | Avenue de la Victoire, avenue des Martyrs-de-Chateaubriand |           | 1991         | 48° 44′ 50″ nord, 2° 24′ 27″ est | Image manquante                                                              |
| Monument aux morts de la guerre de 1870                            | Benoît Lucien Hercule | Choisy-le-Roi            | Angles des rues Rollin-Régnier et Devilliers               |           | 1894         | 48° 46′ 06″ nord, 2° 24′ 29″ est | Monument aux morts de la guerre de 1870, Choisy-le-Roi                       |
| Monument aux morts de Première Guerre mondiale                     | Albert Parenty        | Choisy-le-Roi            | Parc de la Mairie                                          |           | 1928         | 48° 45′ 48″ nord, 2° 24′ 37″ est | Monument aux morts de Première Guerre mondiale, Choisy-le-Roi                |
| Croix de Lorraine                                                  | Albert de Jaeger      | Créteil                  | Place Salvador-Allende                                     |           | 1975         | 48° 46′ 41″ nord, 2° 27′ 15″ est | Image manquante                                                              |
| Monument aux morts                                                 | Alexandre Descatoire  | Créteil                  | Avenue du Maréchal-de-Lattre-de-Tassigny                   |           | À déterminer | 48° 47′ 59″ nord, 2° 27′ 13″ est | Monument aux morts, Créteil                                                  |
| Monument aux morts d'Afrique du Nord                               | Michel Bugeaud        | Créteil                  | À déterminer                                               |           | 2007         | 48° 47′ 01″ nord, 2° 27′ 06″ est | Monument aux morts d'Afrique du Nord                                         |
| Monument à la Résistance et à la Déportation                       | Jean Cardot           | Créteil                  | À déterminer                                               |           | 1974         | 48° 46′ 59″ nord, 2° 27′ 10″ est | Image manquante                                                              |
| Mémorial de la Liberté                                             | Maurice Cardon        | Fontenay-sous-Bois       | Place des Martyrs-de-la-Résistance                         |           | 1981         | 48° 50′ 51″ nord, 2° 28′ 44″ est | Mémorial de la Liberté                                                       |
| Monument aux morts de la guerre de 1870                            | Charles Breton        | Fontenay-sous-Bois       | Rue François-Poil                                          |           | 1913         | 48° 50′ 47″ nord, 2° 28′ 20″ est | Monument aux morts de la guerre de 1870, Fontenay-sous-Bois                  |
| Monument aux morts                                                 | Paul Roussel          | Fontenay-sous-Bois       | Cimetière                                                  |           | À déterminer | 48° 50′ 55″ nord, 2° 28′ 44″ est | Monument aux morts, Fontenay-sous-Bois                                       |
| Monument Place du 19 mars 1962                                     | Maurice Cardon        | Fontenay-sous-Bois       | Place du 19-Mars-1962                                      |           | 1996         | 48° 50′ 53″ nord, 2° 28′ 27″ est | Monument Place du 19 mars 1962                                               |
| Monument à la Division Leclerc                                     | À déterminer          | Fresnes                  | Avenue de la République                                    |           | À déterminer | 48° 45′ 36″ nord, 2° 19′ 10″ est | Image manquante                                                              |
| Monument aux morts                                                 | À déterminer          | Fresnes                  | Cimetière                                                  |           | À déterminer | 48° 45′ 27″ nord, 2° 19′ 55″ est | Monument aux morts, Fresnes                                                  |
| Monument aux morts                                                 | À déterminer          | Gentilly                 | Place Henri-Barbusse                                       |           | À déterminer | 48° 48′ 55″ nord, 2° 20′ 54″ est | Monument aux morts, Gentilly                                                 |
| Monument aux morts de la Deuxième Guerre mondiale                  | À déterminer          | L'Haÿ-les-Roses          | Cimetière                                                  |           | À déterminer | à géolocaliser                   | Image manquante                                                              |
| Monument aux morts de la Première Guerre mondiale                  | À déterminer          | L'Haÿ-les-Roses          | Cimetière                                                  |           | À déterminer | 48° 46′ 51″ nord, 2° 20′ 19″ est | Monument aux morts de la Première Guerre mondiale, L'Haÿ-les-Roses           |
| Monument aux morts                                                 | À déterminer          | L'Haÿ-les-Roses          | Avenue Larroumès Avenue Jules-Gravereaux                   |           | À déterminer | 48° 46′ 35″ nord, 2° 19′ 50″ est | Monument aux morts, L'Haÿ-les-Roses                                          |
| Monument aux morts de la Guerre de 1870-1871                       | À déterminer          | L'Haÿ-les-Roses          | À déterminer                                               |           | À déterminer | 48° 46′ 51″ nord, 2° 20′ 07″ est | Monument aux morts de la Guerre de 1870-1871, L'Haÿ-les-Roses                |
| Monument aux morts de la guerre de 1870                            | À déterminer          | Ivry-sur-Seine           | Ancien cimetière                                           |           | À déterminer | 48° 48′ 39″ nord, 2° 22′ 56″ est | Monument aux morts de la guerre de 1870, Ivry-sur-Seine                      |
| Monument aux morts de la Première Guerre mondiale                  | À déterminer          | Ivry-sur-Seine           | Ancien cimetière                                           |           | À déterminer | 48° 48′ 38″ nord, 2° 22′ 56″ est | Monument aux morts de la Première Guerre mondiale, Ivry-sur-Seine, cimetière |
| Monument aux morts de la Première Guerre mondiale                  | À déterminer          | Ivry-sur-Seine           | Cimetière nouveau                                          |           | À déterminer | 48° 48′ 22″ nord, 2° 22′ 49″ est | Monument aux morts de la Première Guerre mondiale, Ivry-sur-Seine            |
| Monument aux morts                                                 | À déterminer          | Joinville-le-Pont        | À déterminer                                               |           | À déterminer | 48° 49′ 03″ nord, 2° 28′ 46″ est | Monument aux morts, Joinville-le-Pont                                        |
| Monument aux habitants du Kremlin-Bicêtre assassinés par les Nazis | À déterminer          | Le Kremlin-Bicêtre       | Rue Edmond-Michelet, rue Carnot                            |           | À déterminer | 48° 48′ 36″ nord, 2° 21′ 46″ est | Monument aux habitants du Kremlin-Bicêtre assassinés par les Nazis           |
| Monument aux morts                                                 | À déterminer          | Le Kremlin-Bicêtre       | Rue Antoine-Lacroix, rue Gambetta                          |           | À déterminer | 48° 48′ 49″ nord, 2° 21′ 27″ est | Monument aux morts, Le Kremlin-Bicêtre                                       |
| Monument aux morts de la guerre de 1870                            | À déterminer          | Le Kremlin-Bicêtre       | Cimetière du Kremlin-Bicêtre                               |           | À déterminer | 48° 48′ 49″ nord, 2° 21′ 47″ est | Monument aux morts de la guerre de 1870, Le Kremlin-Bicêtre                  |
| Monument aux morts                                                 | À déterminer          | Limeil-Brévannes         | À déterminer                                               |           | À déterminer | 48° 45′ 20″ nord, 2° 29′ 03″ est | Monument aux morts, Limeil-Brévannes                                         |
| Monument aux morts                                                 | À déterminer          | Maisons-Alfort           | À déterminer                                               |           | 1920         | 48° 48′ 04″ nord, 2° 25′ 52″ est | Monument aux morts, Maisons-Alfort                                           |
| Monument aux morts de la guerre de 1870                            | À déterminer          | Maisons-Alfort           | Cimetière                                                  |           | À déterminer | 48° 48′ 14″ nord, 2° 26′ 09″ est | Monument aux morts de la guerre de 1870, Maisons-Alfort                      |
| Monument aux morts                                                 | À déterminer          | Mandres-les-Roses        | À déterminer                                               |           | À déterminer | 48° 42′ 01″ nord, 2° 32′ 31″ est | Monument aux morts, Mandres-les-Roses                                        |
| Monument aux morts                                                 | À déterminer          | Marolles-en-Brie         | À déterminer                                               |           | À déterminer | 48° 44′ 10″ nord, 2° 33′ 16″ est | Monument aux morts, Marolles-en-Brie                                         |
| Monument aux morts                                                 | À déterminer          | Nogent-sur-Marne         | Place du Maréchal-Foch                                     |           | À déterminer | 48° 50′ 18″ nord, 2° 29′ 30″ est | Monument aux morts de la Deuxième Guerre mondiale, Nogent-sur-Marne          |
| Monument aux morts                                                 | À déterminer          | Noiseau                  | À déterminer                                               |           | À déterminer | 48° 46′ 44″ nord, 2° 32′ 54″ est | Monument aux morts, Noiseau                                                  |
| Monument aux déportés                                              | À déterminer          | Orly                     | À déterminer                                               |           | À déterminer | à géolocaliser                   | Image manquante                                                              |
| Monument aux morts                                                 | À déterminer          | Orly                     | À déterminer                                               |           | À déterminer | 48° 44′ 34″ nord, 2° 23′ 46″ est | Monument aux morts, Orly                                                     |
| Monument aux morts                                                 | À déterminer          | Ormesson-sur-Marne       | Cimetière                                                  |           | À déterminer | à géolocaliser                   | Monument aux morts, Ormesson-sur-Marne                                       |
| Monument aux morts                                                 | À déterminer          | Périgny                  | À déterminer                                               |           | À déterminer | à géolocaliser                   | Monument aux morts, Périgny                                                  |
| Monument aux morts                                                 | À déterminer          | Le Perreux-sur-Marne     | Place du Général-Leclerc                                   |           | À déterminer | 48° 50′ 59″ nord, 2° 29′ 47″ est | Monument aux morts, Le Perreux-sur-Marne, place du Général-Leclerc           |
| Monument aux morts                                                 | À déterminer          | Le Perreux-sur-Marne     | Place de la Libération                                     |           | À déterminer | 48° 50′ 25″ nord, 2° 30′ 28″ est | Monument aux morts, Le Perreux-sur-Marne, place de la Libération             |
| Monument aux morts du cimetière de Nogent-sur-Marne                | À déterminer          | Le Perreux-sur-Marne     | Cimetière                                                  |           | À déterminer | 48° 50′ 50″ nord, 2° 29′ 34″ est | Monument aux morts, Nogent-sur-Marne                                         |
| Monument aux morts                                                 | À déterminer          | Le Plessis-Trévise       | Avenue de l'Hippodrome                                     |           | À déterminer | 48° 48′ 19″ nord, 2° 35′ 05″ est | Monument aux morts, Le Plessis-Trévise                                       |
| Monument aux morts                                                 | À déterminer          | La Queue-en-Brie         | Cimetière                                                  |           | À déterminer | 48° 47′ 14″ nord, 2° 34′ 35″ est | Monument aux morts, La Queue-en-Brie                                         |
| Monument aux morts                                                 | À déterminer          | Rungis                   | À déterminer                                               |           | À déterminer | 48° 44′ 56″ nord, 2° 20′ 54″ est | Monument aux morts, Rungis                                                   |
| Monument aux morts                                                 | À déterminer          | Saint-Mandé              | Place Charles-Digeon                                       |           | À déterminer | 48° 50′ 36″ nord, 2° 25′ 05″ est | Monument aux morts, Saint-Mandé                                              |
| Monument aux morts de la guerre de 1870                            | À déterminer          | Saint-Mandé              | Cimetière                                                  |           | À déterminer | 48° 50′ 55″ nord, 2° 25′ 06″ est | Monument aux morts de la guerre de 1870, Saint-Mandé                         |
| Monument aux morts                                                 | À déterminer          | Saint-Maur-des-Fossés    | Cimetière Rabelais 2                                       |           | À déterminer | 48° 48′ 19″ nord, 2° 28′ 46″ est | Monument aux morts, Saint-Maur-des-Fossés                                    |
| Monument aux morts de la guerre franco-prussienne                  | À déterminer          | Saint-Maur-des-Fossés    | Cimetière Rabelais 2                                       |           | À déterminer | 48° 48′ 21″ nord, 2° 28′ 46″ est | Monument aux morts de la guerre franco-prussienne, Saint-Maur-des-Fossés     |
| Monument aux morts                                                 | À déterminer          | Saint-Maurice            | Cimetière                                                  |           | À déterminer | 48° 49′ 10″ nord, 2° 26′ 11″ est | Monument aux morts du cimetière, Saint-Maurice                               |
| Monument aux morts                                                 | À déterminer          | Saint-Maurice            | Rue du Maréchal-Leclerc                                    |           | À déterminer | 48° 49′ 04″ nord, 2° 25′ 36″ est | Monument aux morts, Saint-Maurice                                            |
| Monument aux morts                                                 | À déterminer          | Santeny                  | Place du Général-de-Gaulle                                 |           | À déterminer | 48° 43′ 33″ nord, 2° 34′ 10″ est | Monument aux morts, Santeny                                                  |
| Monument aux morts                                                 | À déterminer          | Sucy-en-Brie             | Place de l'Église                                          |           | À déterminer | 48° 46′ 07″ nord, 2° 31′ 16″ est | Monument aux morts, Sucy-en-Brie                                             |
| Monument aux morts de la guerre de 1870                            | À déterminer          | Thiais                   | Place du Général-Leclerc                                   |           | 1969         | 48° 45′ 55″ nord, 2° 23′ 38″ est | Monument aux morts, Thiais, place du Général-Leclerc                         |
| Monument aux morts                                                 | À déterminer          | Thiais                   | Square du Maréchal Juin                                    |           | À déterminer | 48° 45′ 58″ nord, 2° 23′ 33″ est | Monument aux morts, Thiais, place de Verdun                                  |
| Monument aux morts                                                 | À déterminer          | Valenton                 | À déterminer                                               |           | À déterminer | 48° 44′ 37″ nord, 2° 28′ 13″ est | Monument aux morts, Valenton                                                 |
| Monument aux morts                                                 | À déterminer          | Villecresnes             | À déterminer                                               |           | À déterminer | 48° 43′ 18″ nord, 2° 32′ 00″ est | Monument aux morts, Villecresnes                                             |
| Monument aux morts                                                 | Edmond Chrétien       | Villejuif                | Rue Georges-Lebigot                                        |           | 1924         | 48° 47′ 31″ nord, 2° 21′ 48″ est | Monument aux morts, Villejuif, Edmond Chrétien                               |
| Monument aux morts                                                 | À déterminer          | Villejuif                | À déterminer                                               |           | À déterminer | à géolocaliser                   | Image manquante                                                              |
| Monument aux morts de la guerre de 1870                            | À déterminer          | Villejuif                | Cimetière                                                  |           | À déterminer | à géolocaliser                   | Image manquante                                                              |
| Monument aux morts                                                 | À déterminer          | Villeneuve-le-Roi        | Place de l'Abbé-Bonin                                      |           | À déterminer | 48° 44′ 03″ nord, 2° 25′ 11″ est | Monument aux morts, Villeneuve-le-Roi                                        |
| Monument aux morts                                                 | À déterminer          | Villeneuve-Saint-Georges | Cimetière                                                  |           | À déterminer | 48° 43′ 32″ nord, 2° 27′ 03″ est | Monument aux morts, Villeneuve-Saint-Georges                                 |
| Monument aux morts de la guerre de 1870                            | À déterminer          | Villeneuve-Saint-Georges | Cimetière                                                  |           | À déterminer | 48° 43′ 28″ nord, 2° 27′ 08″ est | Monument aux morts de la guerre de 1870, Villeneuve-Saint-Georges            |
| Monument à la Résistance                                           | À déterminer          | Villeneuve-Saint-Georges | Chemin du Fort                                             |           | À déterminer | 48° 43′ 40″ nord, 2° 27′ 18″ est | Monument à la Résistance, Villeneuve-Saint-Georges                           |
| Monument aux morts                                                 | À déterminer          | Villiers-sur-Marne       | Cimetière                                                  |           | À déterminer | 48° 50′ 01″ nord, 2° 32′ 38″ est | Monument aux morts, Villiers-sur-Marne                                       |
| Monument aux morts                                                 | À déterminer          | Vincennes                | Cimetière                                                  |           | À déterminer | 48° 50′ 50″ nord, 2° 26′ 44″ est | Monument aux morts, Vincennes                                                |
| Monument aux morts                                                 | À déterminer          | Vitry-sur-Seine          | Place du 19-Mars-1962                                      |           | À déterminer | 48° 47′ 27″ nord, 2° 23′ 55″ est | Monument aux morts, Vitry-sur-Seine                                          |
| Monument aux morts du cimetière                                    | À déterminer          | Vitry-sur-Seine          | Cimetière                                                  |           | À déterminer | 48° 47′ 42″ nord, 2° 23′ 36″ est | Monument aux morts du cimetière, Vitry-sur-Seine                             |